# Teatro romano de Dougga
El teatro romano de Dougga se encuentra en el yacimiento arqueológico de Dougga en Túnez, fue construido entre el 168 y 168 y es de los mejores conservados en el África romana, podía acoger a 3.500 espectadores, cuando la ciudad contaba con unos 10 000 habitantes, en su periodo de mayor esplendor. Fue construido a costa de Publio Marcius Quadratus. Se compone de una cavea (19 gradas en tres plantas divididas por pasos de circulación), una orquesta y un escenario.
Actualmente se hace servir aún como teatro y se representan algunas piezas clásicas, durante el festival de Dougga. Un teatro más pequeño conocido como «Teatro del culto», era donde se desarrollaban las ceremonias dedicadas al culto de Liber Pater, se encuentra cerca de los templos de Concordia, Frigifer y Liber Pater. Tiene acceso por una puerta en el muro al complejo de los Templos menores de Dougga y antiguamente, por una escalera que ya no existe, se bajada a una galería de la parte superior de la cavea. No tenía escenario pero si orquesta con una forma de un segmento de círculo. Debajo se han encontrado restos de edificaciones númidas.

Teatro romano de Dougga
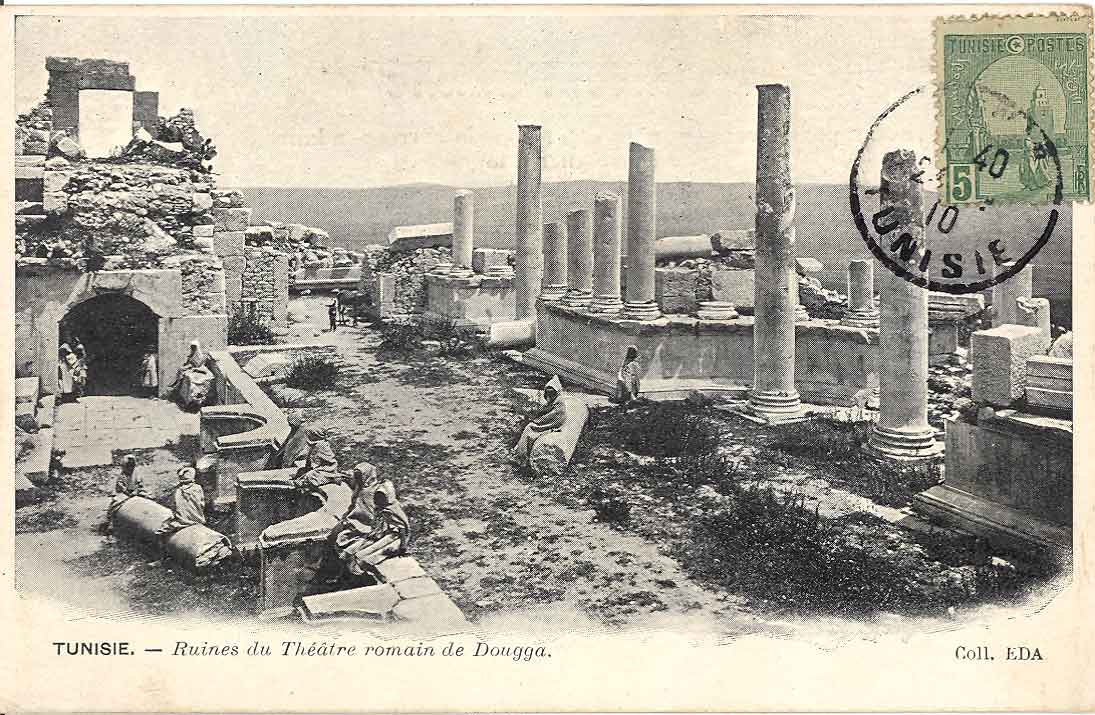
Teatro de Dougga a principios del siglo XX
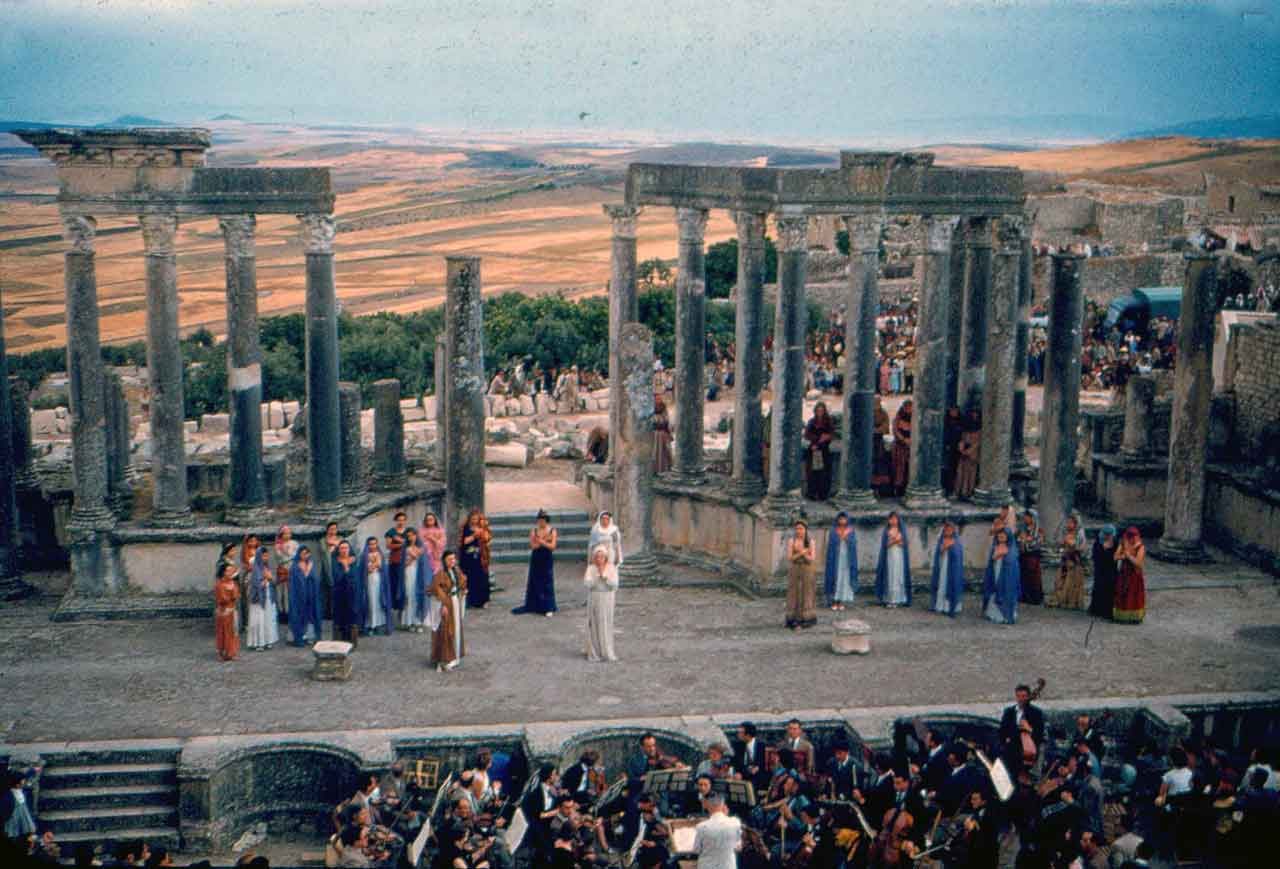
Representación teatral en 1953
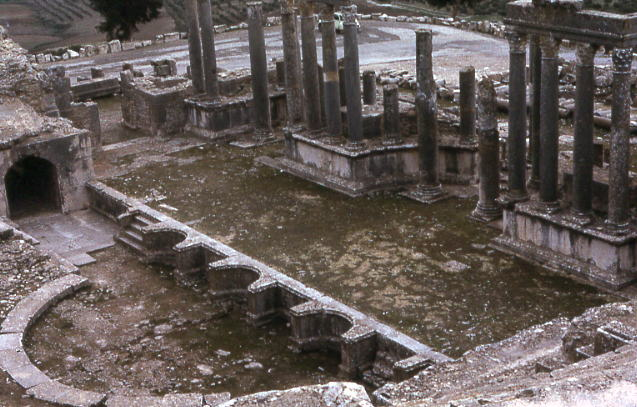
Escenario del teatro en 1975
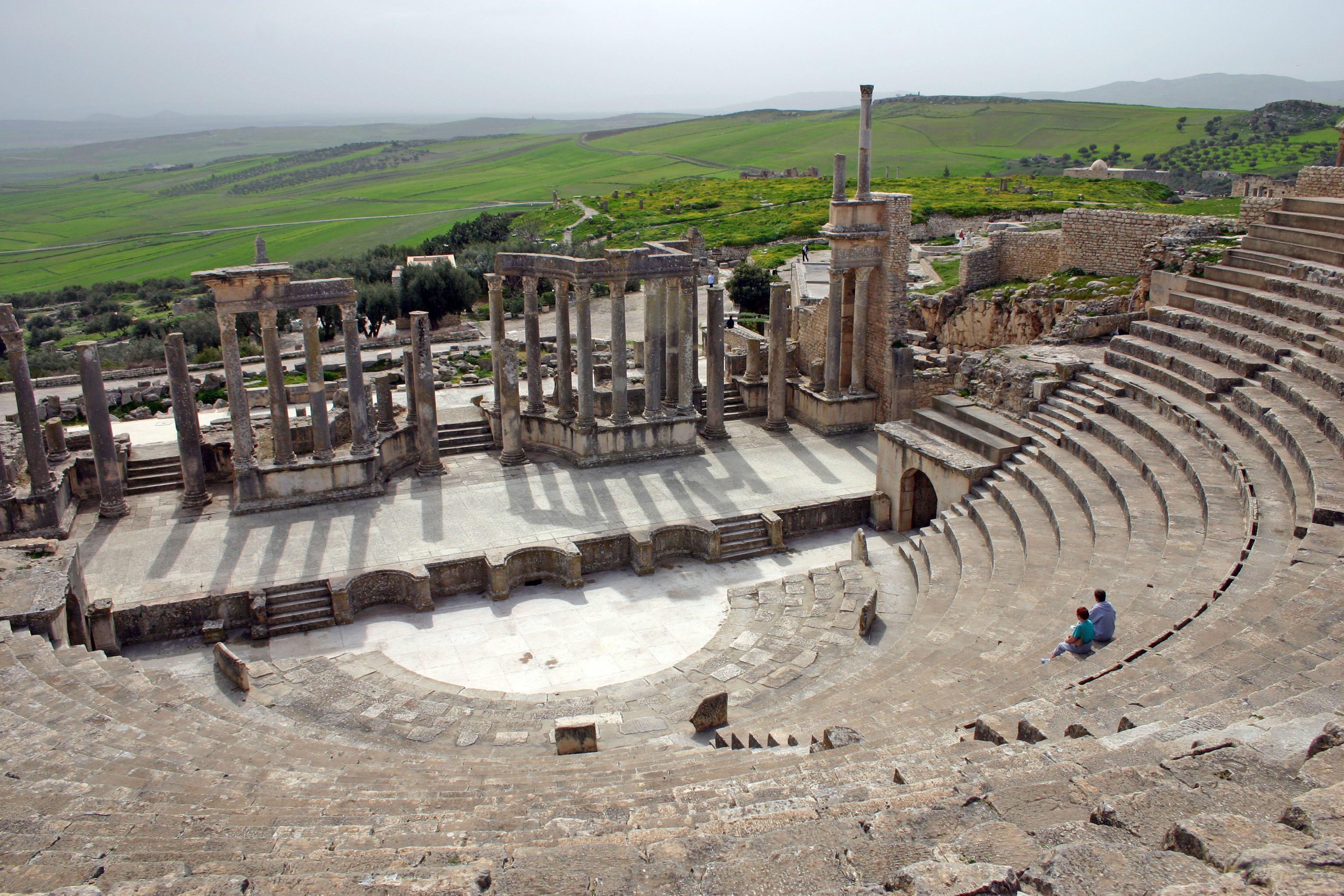
Teatro de Dougga